# Akacjanie
Akacjanie (homejczycy) – sekta z IV wieku zaliczana do zwolenników arianizmu i składająca się z uczniów biskupa Akacjusza. Byli oni zwolennikami drogi środka między poglądami na temat relacji Syna Bożego do Boga Ojca jakie głosili semiarianie – „homoiousios” (gr. podobny co do istoty), a wyznawcami formuły nicejskiej – zwolennikami homoousios (gr. współistotny), które odrzucali jako niebiblijne. Akacjanie zaproponowali formułę „homoios” – Syn we wszystkim podobny do Ojca zgodnie z Pismem Świętym, która została zatwierdzona na synodzie w Sirmium (359). Po śmierci cesarza Konstancjusza II – zwolennika formuły ich grono praktycznie przestało istnieć.
Współcześnie podobne do akacjańskiej formuły wiary głoszą te wspólnoty chrześcijańskie, które akceptują naukę o Trójcy Świętej bez odwoływania się do Nicejskiego Credo, np. niektóre nurty adwentystyczne.